# Kossovich Károly
Kossovich Károly Lázár Tamás (Nyitraivánka, 1803. december 16. – Nyitra, 1841. június 19.) magyar publicista, jogtudományi író, a Magyar Tudományos Akadémia tagja.

## Életpályája

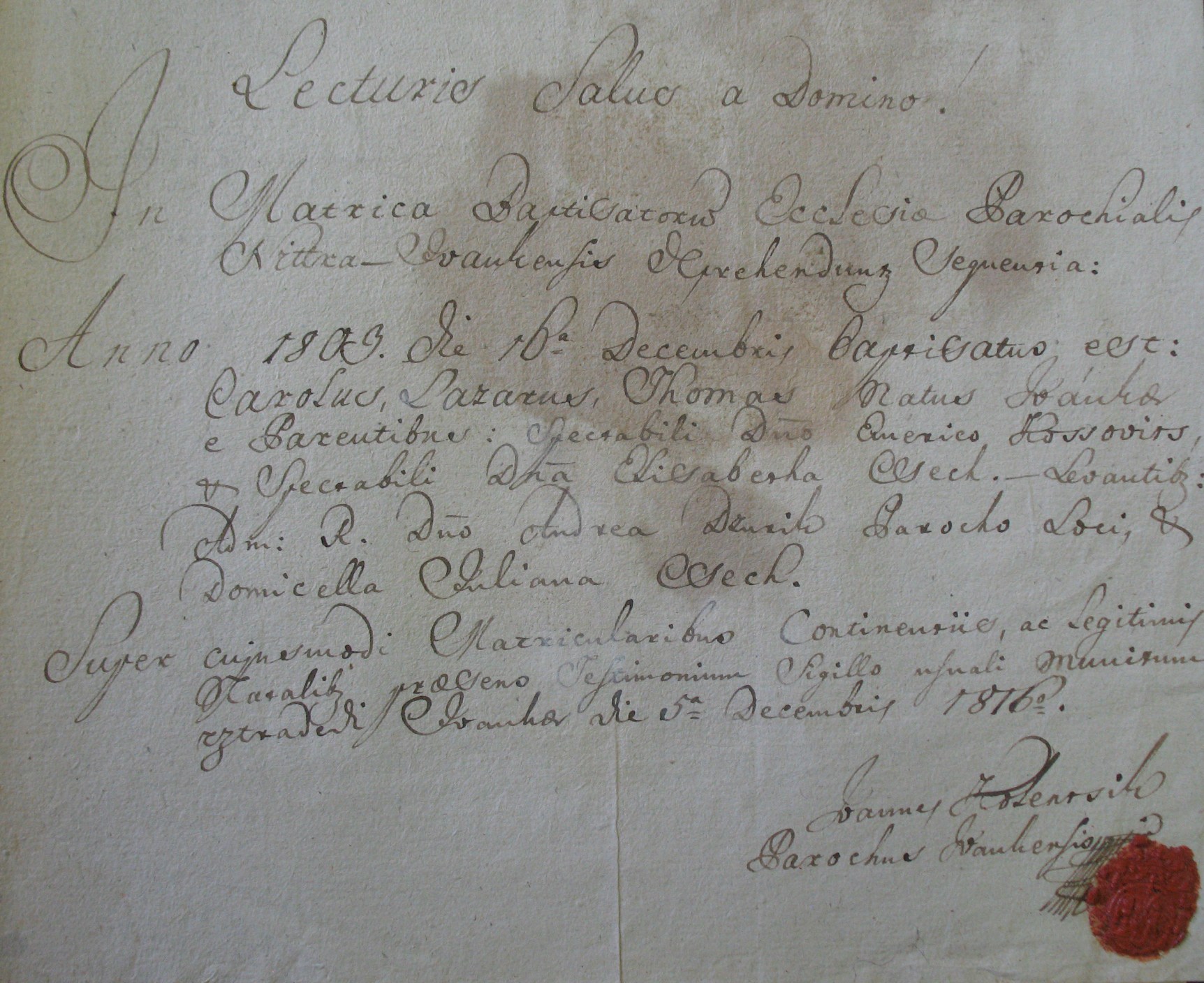
Születési kivonata

Apja valószínűleg szentmihályúri Kossovich Imre szűcs első felesége 1799-től nemespanni Bíró Borbála, anyja Cseh Erzsébet volt.
Alsóbb iskoláit Érsekújvárban és Nyitrán, bölcseleti és jogi tanulmányait a pozsonyi akadémián végezte. 1824-ben ügyvédi oklevelet szerzett. Az 1825-27. évi hosszú országgyűlésen mint Nyitra vármegye követeinek írnoka volt jelen, és naplót vezetett annak tárgyalásairól, valamint tanulmányozta választott kedvenc szakterületeit, a jogfilozófiát és a kodifikációt.
Montesquieu A törvények szelleméről című művét jegyzeteivel kísérte, és ennek alapján írta meg Alapállítások s következtetések című nagyobb munkáját, valamint a birói hatalom gyakorlásáról szóló és egyéb szabad szellemű értekezéseit. 1826-ban Nyitra vármegyei aljegyzővé nevezték ki, és e hivatalát egész 1837-ig viselte; ő volt a jegyző és előadó a legfontosabb küldöttségeknél, és rendszeres munkáknál, különösen az országos összeírás, börtön- és dologházrendezés, az éhség és ínség elleni óvszerek tárgyában. Ekkori munkáit ki is nyomatták Nagyszombatban 1832-ben. Ezután ügyvédként dolgozott.
A vármegyei fenyítő törvényszéknél négy éven át viselt jegyzőséget. Elméleti tanulmányaihoz járuló gyakorlati tapasztalatai nyomán kezdte megírni Fenyítő törvényszerzés című munkáját, amelyen korai haláláig dolgozott, de befejezni nem tudott. A műipar és kereskedelem hajdani állapotáról Magyarországon című, az akadémiai történettudományos pályamunkák 2. kötetében kiadott, valamint Az ősi javakról írt pályamunkáival 1837-ben és 1838-ban az Akadémia első rendű jutalmait nyerte el. Egyazon nagygyűlésen (1838) levelező és azonnal rendes taggá is választották. Az utóbbi pályamunkát a benyújtása idején a cenzúra miatt nem adták ki, csak Tóth Lőrinc Jogtudományi és Törvénykezési Tárának 2. kötetében (1856) jelenhetett meg. 1839-es székfoglaló értekezése a magyarok védelmi rendszerét tárgyalta. Említett munkáin kívül még a nemzetek had- és békeviszonyairól szóló emlékiratot terjesztett az Akadémia elé 1840-ben.

## Emlékezete

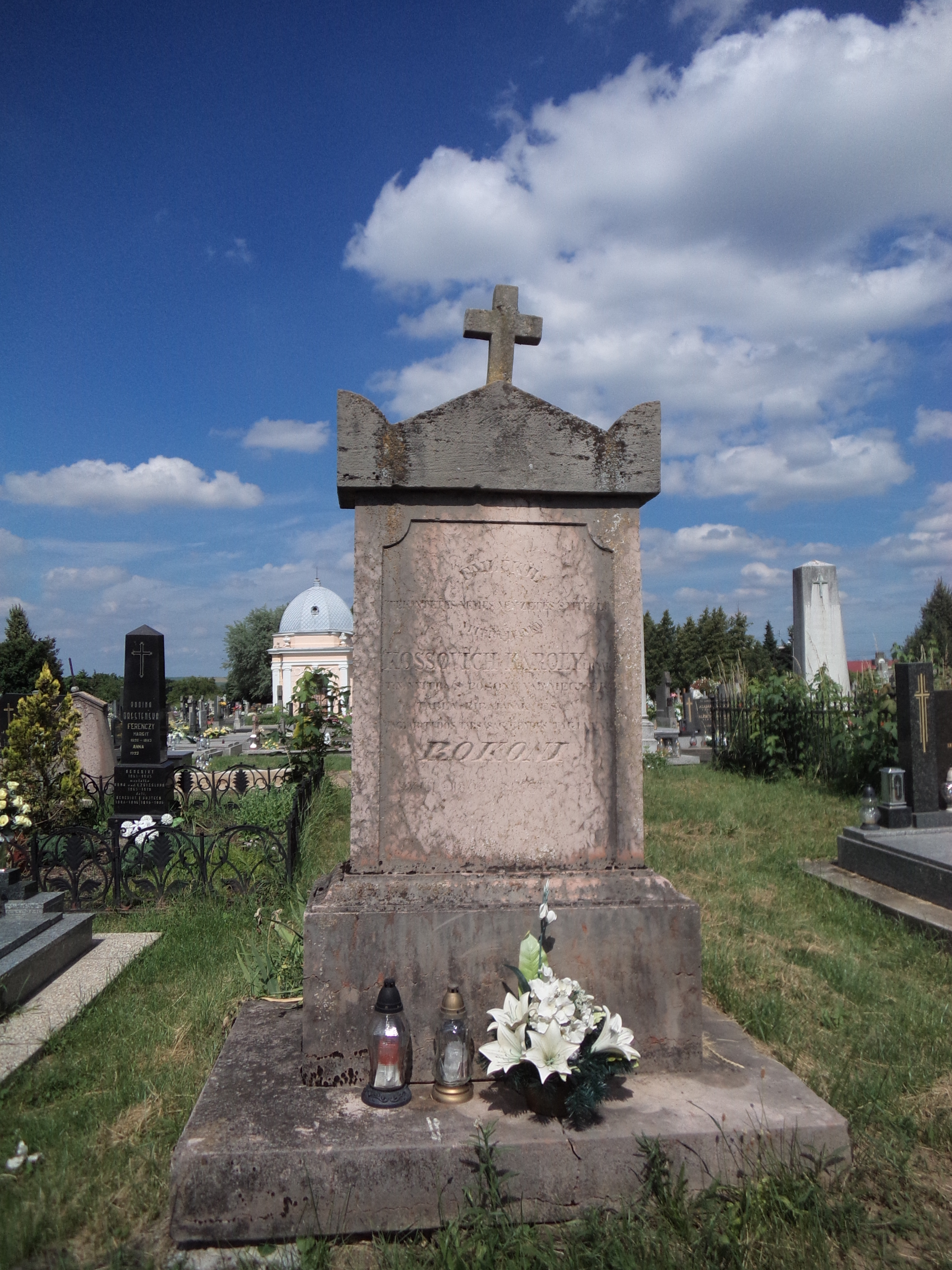
Síremléke Nyitraivánkán

Az Akadémián Zsoldos Ignác rendes tag tartott felette emlékbeszédet 1841. szeptember 5-én.
Halála után földije Nyulassy Lajos a róla készült rajzát Bécsben kőbe metszette és árusította.

## Művei
- Az ipar és kereskedés története Magyarországban, a XVI. század elejéig, Buda, 1842